# Kim Sin-cheol
Đây là một tên người Triều Tiên, họ là Kim.
Kim Sin-cheol (tiếng Hàn: 김신철; sinh ngày 29 tháng 11 năm 1990) là một cầu thủ bóng đá Hàn Quốc thi đấu ở vị trí tiền vệ cho FC Anyang ở K League 2. Anh là con trai của Kim Bong-gil.

## Sự nghiệp
Yoo được lựa chọn bởi Bucheon FC ở đợt tuyển quân K League 2013. Anh có 25 lần ra sân và ghi 2 bàn thắng trong mùa giải ra mắt. Mùa giải 2014-15, anh thực hiện nghĩa vụ quân sự và thi đấu cho Ansan Mugunghwa FC. Sau mùa giải 2016, anh chuyển đến FC Anyang.